# Ögonen (novellsamling)
Ögonen är en novellsamling av Maria Lang, utgiven första gången 1964 på P. A. Norstedt & Söner.
Ingående noveller:
- Ögonen
- Mord vid midnatt
- Slutscenen
- Operan ger i afton...

I en andra upplaga från 1978 ingår också:
- Drama i december
- Att få meta ifred